# World Trade Center (film)
World Trade Center è un film del 2006 diretto da Oliver Stone e interpretato tra gli altri da Nicolas Cage e Michael Peña.
È il secondo progetto cinematografico dedicato agli attentati dell'11 settembre 2001, preceduto da United 93.
La critica e il pubblico statunitense hanno accolto in modo generalmente positivo la pellicola, seppur con alcune critiche.

## Trama
11 settembre 2001. Come ogni mattino, John McLoughlin, sergente del Dipartimento di Polizia Portuale della città di New York, lascia la propria casa per andare al lavoro.
Nella stazione di polizia incontra i suoi amici e colleghi: Will Jimeno, Dominick Pezzulo, Antonio Rodrigues, Christopher Amoroso e molti altri. Il sergente sta assegnando i soliti compiti agli agenti, quando all'improvviso il volo American Airlines 11 si schianta contro la Torre Nord del World Trade Center. McLoughlin, dopo aver appreso dalla TV le prime notizie dello schianto, assegna agli agenti il compito di assistere alle evacuazioni nel World Trade Center. Mentre si dirigono alle Torri Gemelle, gli agenti apprendono la notizia che il Volo United Airlines 175 si è appena schiantato contro la Torre Sud.
Giunti sul luogo del disastro, gli agenti sono sconvolti dal vedere gli enormi incendi nelle due Torri e diverse persone cadere dagli edifici. Il sergente e pochi uomini (tra i quali vi sono Will Jimeno, Dominick Pezzulo, Antonio Rodrigues e Christopher Amoroso) decidono di entrare nella Torre Nord per prestare soccorso ai civili ancora imprigionati, recuperando l'attrezzatura necessaria all'edificio 5 del World Trade Center. Nel mentre si viene a sapere anche dell'attacco al Pentagono. Il gruppo si trova nella hall tra le due Torri e si sta dirigendo verso la Nord, quando la terra comincia a tremare: sta crollando la Torre Sud. Mclaughlin urla ai colleghi di correre verso la tromba dell'ascensore, in quanto è la parte più resistente dell'edificio, ma si salvano solo lui, Jimeno e Pezzulo.
I tre sopravvissuti si ritrovano così in mezzo alle macerie, nella penombra e nel silenzio più assordante. Pezzulo riesce a liberarsi e cerca di portare aiuto a Jimeno, intrappolato sotto un pesante pezzo di acciaio, ma proprio in quel momento la terra trema per la seconda volta: sta crollando la Torre Nord. I tre vengono investiti da una nuova scarica di macerie, in particolare Pezzulo, colpito da un enorme frammento di cemento che gli schiaccia il petto a terra: ferito mortalmente, con le ultime forze estrae la propria pistola dalla fondina e spara un colpo in aria, con l'obiettivo di segnalare la loro posizione agli eventuali soccorritori, morendo subito dopo.
Mentre i soccorsi tardano ad arrivare, McLoughlin e Jimeno stanno lentamente morendo: Jimeno cerca poi di tenere sveglio McLoughlin e i due, assetati, feriti, schiacciati da pesanti blocchi di ferro e cemento, sanno che non possono vivere ancora a lungo. Quando ormai sembra che nulla si possa più fare, un sergente del corpo dei Marines, Dave Karnes, aiutato dal sergente Jason Thomas, riescono a rintracciare i due agenti. Dopo averli segnalati ai paramedici, cominciano le operazioni di recupero. I soccorritori, con l'aiuto del paramedico Chuck Sereika, riescono a trarre in salvo Jimeno e, ore più tardi, anche McLoughlin, vivo per miracolo e acclamato da una folla posta a Ground zero. Entrambi gli uomini vengono poi raggiunti in ospedale dalle loro famiglie.

### Fatti menzionati
- 2749 persone sono rimaste uccise nell'attentato al World Trade Center.
- 411 di queste erano soccorritori.
- Solo 20 furono le persone estratte vive dalle macerie: Jimeno e McLoughlin furono rispettivamente i numeri 18 e 19.

## Produzione
Inizialmente, le ambientazioni interne alle Twin Towers dovevano essere filmate a New York; tempo dopo, tuttavia, si è deciso di allestire i set a Playa Vista (California) per non ferire la sensibilità dei cittadini.

## Distribuzione
Negli Stati Uniti il film è stato distribuito l'11 settembre 2006, quinto anniversario della tragedia. In Italia la pellicola è stata distribuita dal 13 ottobre.

## Accoglienza
Prodotto con una spesa di 65000000 $, il film ha totalizzato globalmente 162000000 $, di cui 70.278.893 in Canada e Stati Uniti.
In Italia ha ottenuto invece un incasso di 5501725 €.

## Inesattezze
I commentatori hanno fatto notare un certo numero di inesattezze nel film, in particolare nei tentativi di salvataggio:
- il film è stato accusato di non fornire un giusto ritratto del marine Dave Karnes, un personaggio fondamentale della vicenda che non ha cooperato alla creazione del film;
- questo lungometraggio ritrae erroneamente Jason Thomas come un bianco, nonostante nella realtà si tratti di un nero. I produttori del film si sono accorti dell'errore a pellicola ultimata, e hanno chiesto pubblicamente perdono a Thomas, la cui identità era rimasta praticamente ignota dall'11 settembre;
- i critici affermano che sono stati erroneamente identificati coloro che hanno lavorato per liberare Jimeno e McLoughlin, che il film ha sminuito i pericoli corsi dai soccorritori e che non trasmette in modo veritiero la grande quantità di tempo impiegata nell'estrarre i due uomini. Tra le altre cose, non viene totalmente riconosciuto il ruolo ricoperto nella vicenda dal paramedico Chuck Sereika. Contrariamente a quanto viene descritto, Sereika aveva cominciato a medicare e districare Jimeno già 20 minuti prima che arrivasse l'Unità del Servizio d'Emergenza del New York City Police Department

## Riconoscimenti
- National Board of Review Awards 2006: Premio Bulgari per la libertà di espressione

## Controversie
Jeannette Pezzulo, vedova di Dominick Pezzulo (che morì l'11 settembre ed è interpretato nel film da Jay Hernandez), ha espresso la propria rabbia ed amarezza nei confronti di World Trade Center, biasimando il fatto che Jimeno e McLoughlin abbiano partecipato alla sua produzione. Ha detto: "Il fatto è: quest'uomo è morto per voi. Come potete fare ciò alla sua famiglia?".
Jamie Amoroso, il cui marito ha perso la vita durante le operazioni di salvataggio, ha espresso anch'ella rabbia, affermando che "non c'era bisogno di un film" per farle capire che suo marito "è stato un eroe". Il detective di Baltimora Ken Nacke (il cui fratello Louis è morto sul volo United Airlines 93) ha rifiutato di assistere alla visione del film, criticando fortemente i produttori che non hanno coinvolto le famiglie delle vittime, aggiungendo infine: "Ho incontrato una coppia che, avendo perso alcuni familiari [nella tragedia], ha contattato i produttori, ma non era stato loro permesso di essere coinvolti [nella produzione], e penso che sarebbe irrispettoso nei loro confronti se io andassi a vederlo [il film]".
Gli agenti della polizia portuale interpretati da Cage e Peña, McLoughlin e Jimeno, e le rispettive mogli, interpretate da Bello e Gyllenhaal, sono stati coinvolti nella produzione e continuano ad appoggiare il film. Donna McLoughlin ha affermato: "Lo abbiamo fatto perché sentivamo la necessità che il film fosse girato accuratamente. Volevamo fare la cosa giusta, e penso che anche i produttori lo volessero".
Ci sono state questioni iniziali sulla possibilità che il film volesse esaminare le teorie della cospirazione sull'11 settembre, poiché il regista Oliver Stone era famoso per aver fatto qualcosa di simile in alcuni suoi film (in particolare JFK - Un caso ancora aperto)  e alcuni siti web promuovevano l'idea che il lungometraggio contenesse accenni sul complotto. Stone e i produttori hanno invece assicurato che il lungometraggio è un semplice omaggio all'eroismo e alla tragicità di quel fatidico giorno, senza alcuno sfondo politico-ideologico. A difesa del regista si è schierato anche il Los Angeles Times, riportando che i teoreti della cospirazione stanno boicottando World Trade Center perché Stone non lo avrebbe girato sul modello di JFK (non incentrandolo quindi sull'ipotesi di complotto).